# La rosa velenosa
La rosa velenosa (The Poison Rose) è un film del 2019 diretto da George Gallo, Francesco Cinquemani e Luca Giliberto. È riconducibile al genere del Neo-noir per trama, personaggi e atmosfere che si rifanno alle classiche detective stories della prima metà del Novecento.

## Trama
Fine anni ’70. Carson Philips è un investigatore privato intento a scappare da alcuni scagnozzi di Los Angeles, dopo aver strappato Violet, figlia del boss locale, dai maltrattamenti ed abusi del padre. Per sfuggire da chi lo vorrebbe morto, accetta un caso lontano da Los Angeles, nella sua città natale in Texas, Galveston; deve trovare Barbara Van Poole, una paziente psichiatrica irrintracciabile nella struttura medica di quella città dove dovrebbe essere ricoverata. Una volta raggiunta la struttura psichiatrica che la ospita, nota il nervosismo di tutto il personale quando chiede di lei, il dottor Miles proprietario dell’ospedale e sua vecchia conoscenza dell’epoca scolastica, non collabora fornendo risposte evasive ed eludendo sistematicamente le richieste.
Girando per Galveston  riaffiorano i ricordi e le sue  vecchie conoscenze di quando un tempo era quarterback della squadra locale dove aveva concluso la carriera con ombre di accuse per scommesse e partite truccate, fino ad incontrare la sua ex Jayne e la figlia Becky, che a sua volta al momento sta insieme al giovane Happy , il quarterback idolo della città.
Il film  ci presenta una lunga serie di flashback ambientati in Italia negli anni 50, nei quali l’investigatore e Jayne si conoscono: si frequentano e diventano amanti, ma il padre di lei, un boss italiano, fa pressioni perché la figlia Jayne con cui ha un rapporto di antagonismo, si ricongiunga con lui e quindi lo assume forzosamente, per 50mila dollari affinché il giovane investigatore gliela riporti, anche sapendo della loro conoscenza romantica.
Becky è sposata con Happy che però la sottopone a maltrattamenti ed abusi, ma è l’idolo della squadra della città e per questo non viene indagato. Una notte durante una partita, Happy muore improvvisamente e la polizia sospetta fortemente di Becky: il movente è la denuncia di Becky contro Happy per i maltrattamenti e abusi subiti, accuse che la polizia locale prima non aveva mai preso in considerazione, ma ora pesano sulle circostanze della morte di Happy. A questo punto Jayne chiede aiuto a Carson.
Sono molte le resistenze che Carson incontra durante lo svolgimento delle indagini per scagionare dai sospetti Becky;  Doc il boss della città lo invita a soprassedere ed andarsene, rivelandogli che Barbara Van Poole è morta ed è sepolta nel giardino della clinica psichiatrica, confermando anche la torbida storia di scommesse clandestine e di anfetamine in cui molti sono coinvolti. 
Jayne nel frattempo aveva confessato a Carson che Becky è in realtà  la loro figlia, frutto della relazione che avevano avuto 20 anni prima quando Carson l’aveva aiutata a fuggire dai maltrattamenti e abusi del padre, e dall’Italia.  
L’investigatore privato arriva al nocciolo delle questioni e si salva anche da un’imboscata, in seguito alla quale scopre che il dottor Miles lasciava morire i propri pazienti continuando però a riscuotere i soldi della retta per il loro mantenimento, investendo i profitti in un laboratorio di anfetamine che riforniva il giro del malaffare locale, incluso Happy. Nel successivo scontro a fuoco, il dottor Miles nella confusione viene ucciso da una paziente e finalmente la polizia pare aver risolto il caso grazie a Carson, e a questo punto Becky viene scagionata definitivamente.
Carson si riconcilia e trascorre una notte d’amore con Jayne. Al risveglio, Carson trova in casa di Jayne delle pillole per la terapia del cancro, la stessa sostanza trovata nel sangue di Happy. 
Carson ricorda venti anni prima quando aveva aiutato Jayne a scappare dandole i 50mila dollari dell’ingaggio del padre in Italia, ma poi il padre gli aveva aperto gli occhi facendogli capire che non c’era stato alcun maltrattamento o abuso, ed era stata una macchinazione di Jayne, che lei lo aveva “usato” per i propri piani, per andarsene di casa con il denaro. 
Adesso Jayne messa alle strette conferma che, considerato il poco tempo che le resta da vivere, avrebbe fatto qualunque cosa, pur di proteggere la figlia destinata secondo lei a morte certa per via dei continui maltrattamenti e abusi di Happy. Jayne aveva pianificato ogni cosa per far venire Carson da lei a in Texas, uccidere Happy, e far risolvere il caso a loro vantaggio. 
Becky assiste alla confessione della madre, ma alla fine la perdona.
Anche questa volta, Carson è stato “usato” da Jayne, come 20 anni prima; quindi decide di voler tornare a casa, ma in questo momento realizza che adesso la sua casa è lì, con Jayne e con sua figlia Becky.

## Produzione e distribuzione
La pellicola, che vede protagonista John Travolta e Morgan Freeman, è stata scritta da Francesco Cinquemani, Luca Giliberto e Richard Salvatore; è basata sull'omonimo romanzo di quest'ultimo. Le riprese principali si sono svolte a Savannah, in Georgia, nel giugno 2018 e sono proseguite a Roma nell'autunno dello stesso anno.
Il trailer è stato pubblicato il 24 aprile 2019.
Il film è stato distribuito il 24 maggio 2019 dalla Lionsgate. 
In Italia il film è uscito direttamente sulle piattaforme digitali l'11 settembre 2020. La colonna musicale è di Marcus Sjowall, con musiche aggiunte di Aldo Shllaku ed Eugenio Tassitano.

## Accoglienza

### Critica
Secondo l'aggregatore di recensioni Rotten Tomatoes, il film ha ottenuto un indice di apprezzamento dello 0% sulla base di 10 recensioni. Su Metacritic, il film ha ottenuto un voto di 26 su 100 sulla base di 5 recensioni. Anche la critica cinematografica ha stroncato il film: Donald Clarke del The Irish Times l'ha definito uno dei possibili film più brutti del 2021. Questo non ha impedito al film di riscuotere un successo mondiale quando è stato rilasciato sulle varie piattaforme  rimanendo in Top ten per svariate settimane.